# ダイアン・ミゾタ
ダイアン・ミゾタ（Diane Mizota、1973年9月9日 - ）は、日系アメリカ人の女優、ダンサー、司会者である。
カリフォルニア州ロサンゼルス出身、同州のダンビルで育つ。高校とカリフォルニア大学ロサンゼルス校にてダンスを学んだ。
ダンサーとして、数多くのテレビ番組やコマーシャルに出演した。さらに映画『ブギーナイツ』（1997年）など幾つかの映画への出演で頭角を現した。その後も、MTVのドラマ番組や幾つかの映画に出演した。
映画『オースティン・パワーズ　ゴールドメンバー』（2002年）では、日本人「Fook Mi」役として、同じく日系アメリカ人女優であるキャリー・アン・イナバとともに双子の姉妹を演じた。この二人は後に、マイク・マイヤーズとの共演によりモトローラの広告に登場した。
2003年以降は、司会者のほか、複数のテレビドラマシリーズやリアリティ番組、映画に出演。2005年にはロブ・マーシャル監督の映画『SAYURI』に役を得ている。
ミゾタは現在、アメリカのケーブルテレビ局・タイム・ワーナー・ケーブル（タイム・ワーナー系）のスポークスウーマンである。2006年には、アメリカ最大の家電量販店チェーン・ベスト・バイ（Best Buy）のコマーシャルに出演した。
2008年より、リチャード・カーンと一緒にGSNの「ビンゴ・アメリカ」というクイズ番組の司会を務める。